# Edmundo Cox
Edmundo Cox Beuzeville (alias camarada Federico) es un terrorista peruano, miembro de Sendero Luminoso.

## Biografía
Dirigió la lucha armada en el departamento de Puno.
Fue capturado por la policía peruana el 22 de agosto de 1993 en el distrito limeño de La Molina. Estaba sindicado como posible sucesor de Abimael Guzmán, fundador de Sendero, capturado el año anterior durante la Operación Victoria. Tras la caída de Abimael Guzmán, alias usado por Guzmán, reorganizó el Comité Metropolitano de Sendero Luminoso y dirigió atentados hasta su captura.
En febrero de 2022 la Corte Suprema de Perú ratificó la condena a cadena perpetua de Cox por el atentado de Tarata y ser miembro del Comité Central, junto al resto de la cúpula senderista.